# Wuzu Fayan
Wuzu Fayan (chiń. 五祖法演, pinyin Wǔzǔ Fǎyǎn; kor. 오조법연 Ojo Pŏbyŏn; jap. Goso Hōen; wiet. Ngũ Tổ Pháp Diễn; ur. 1024, zm. 1104) – chiński mistrz chan z frakcji yangqi szkoły linji. Znany także jako Qingyuan Fayan.

## Życiorys
Wuzu pochodził z miasta Baxi w Mianzhou.
Opuścił dom i został mnichem w dość nietypowym, stosunkowo późnym, wieku, mając 35 lat. Początkowo udał się do Chengdu, gdzie studiował nauki widżnianawady, zwanej także jogaczarą. Jednak nie mógł rozwiązać problemu zawartego we wniosku, że gdy bodhisattwa wkracza na Drogę, mądrość i zasada są porzucone. A chociaż środowisko i umysł są urzeczywistnione jako w pełni zjednoczone, to jednak nie ma żadnej ewidencji, która potwierdzałaby prawdziwość tej jedności.
Z tymi wątpliwościami Wuzu udał się do mistrza Tripitaki i wypytywał o naturę wiedzy. Na jego pytania otrzymał odpowiedź Gdy ktoś pije wodę, osobiście rozumie gorące i zimne. Chociaż to częściowo rozwiązało jego problem, myślał Gorące i zimne może być poznane, ale co poznaniem własnej jaźni?
Wuzu spytał więc nauczyciela Zhibena Jianga Jeśli ktoś nie zna swojej jaźni, jak może zrozumieć zasadę? Jiang nie odpowiedział na to, ale powiedział Jeśli chcesz mieć jasność odnośnie tego, udaj się na południe i zostań uczniem nauczyciela doktryny umysłu buddy. Wuzu opuścił tego nauczyciela i udał się na poszukiwanie nowego.
Studiował u takich mistrzów chan jak Yuanzhao i Fushan Fayuan (991–1067), jednak żaden z nich nie doprowadził go do pełnego urzeczywistnienia. Jeszcze przed Fushana śmiercią Wuzu udał się do mistrza chan Baiyuna Shouduana. Gdy spotkał się z mistrzem zapytał go o historię związaną z mistrzem Nanquanem Puyuanem i klejnotem „mani”. Gdy tylko skończył zadawać pytanie Baiyun wrzasnął na niego i w tym momencie Wuzhu osiągnął oświecenie. Dziękując mistrzowi wygłosił wiersz
Zanim góry wyrosły na równinach,
Wielokrotnie, ze złożonymi dłońmi, pytałem starszych.
Sprzedawali mi tak wiele razy, a jednak kupiłem więcej
Po prostu wiedząc, że sosna i bambus wywołują bezchmurny wiatr.
Po otrzymaniu przekazu Dharmy od nauczyciela, Wuzu opuścił go i po jakimś czasie rozpoczął nauczanie. Najpierw nauczał na górze Simian (Czterotwarzowa góra), a następnie przeniósł się na górę Baiyun. Sława o nim szerzyła się i uczniowie przybywali do niego z całych Chin. Po jakimś czasie przeniósł się do klasztoru Dongchan (Wschodni chan) na górze Wuzu.
Mnich spytał mistrza chan Wuzu Fayana Jaka jest jedna kropla Baiyuna?
Fayan powiedział Miażdżąca. Mieląca.
Mnich spytał: Co z tymi, którzy ją wypiją?
Fayan powiedział: Uczę o miejscu, w którym nie pojawia się twarz.
25 dnia 6 miesiąca 1104 r. Wuzu wszedł do sali mnichów i pożegnał mnichów mówiąc Zhaozhou miał swoje ostatnie słowa. Czy pamiętacie je? Zobaczmy, czy możecie je wyrecytować.
Gdy nikt nie odpowiedział, Wuzu wyrecytował ostatnie słowa Zhaozhou
Kilku szczęśliwców pośród tysięcy,
Ale jeden ma nieskończone cierpienia i smutki.
Następnie Wuzu powiedział Uważajcie.
Później w nocy Wuzu zmarł.

## Znaczenie i nauki mistrza
Wuzu Fayan jest uważany za jednego z najważniejszych mistrzów w historii. On zapoczątkował linie przekazu, które przetrwały do dzisiejszego dnia.
Miał 22 oświeconych uczniów, z których trzech zyskało sobie przydomek „trzech buddów”. Byli to Foyan Qingyuan, Yuanwu Keqin i Fojian Huiqin.
Wuzu prowadził mocną gong’anową praktykę; z licznych przekazów wiadomo, że był propagatorem używania gong’anu „Wu” mistrza Zhaozhou. Mistrz chan Dahui Zonggao cytuje jego list, w którym Wuzu jest zatroskany brakiem zdeterminowania mnichów do praktyki gong’anowej i wyraża zaniepokojenie przyszłością chanu. Chociaż Dahui implikuje także, że Wuzu był wielkim propagatorem techniki huatouchan, to raczej nic tego nie potwierdza i w jego czasach praktyka ta jeszcze była bardzo mało znana. Tak więc mimo tego, że Dahui starał się uzasadnić wykorzystywanie tej techniki uszlachetniającym jej wykorzystaniem przez dawniejszych mistrzów – nie jest to prawdą. Dahui był sam wynalazcą „hutou”. Jednak z drugiej strony, Robert E. Buswell, Jr. stwierdza, że skoro Wuzu kładł tak mocny nacisk na „wu”, tym samym właściwie praktyka „huatou” rozpoczęta została właśnie przez niego
Wuzu nie prowadził również ataków przeciwko praktyce mozhao chan szkoły caodong, co także Dahui starał się mu przypisać
W Wumenguan związane z nim są 4 Koany.

## Dzieła literackie
- Wuzu Fayan yulu (Zapisane mowy Wuzu Fayana).

## Linia przekazu Dharmy zen
Pierwsza liczba oznacza liczbę pokoleń od Pierwszego Patriarchy chan w Indiach Mahakaśjapy.
Druga liczba oznacza liczbę pokoleń od Pierwszego Patriarchy chan w Chinach Bodhidharmy.
Trzecia liczba oznacza początek nowej linii przekazu w innym kraju.
- 38/11. Linji Yixuan (zm. 867) szkoła linji
- 39/12. Xinghua Cunjiang (830–888/925) *także Weifu
- 40/13. Nanyuan Huiyong (860–930) *także Baoying
- 41/14. Fengxue Yanzhao (896–973)
- 42/15. Shoushan Xingnian (926–993) *także Shengnian
- 43/16. Fenyang Shanzhao (947–1024) *także Fenzhou lub Fenxue
- 44/17. Ciming Chuyuan (987–1040) *także Shishuang i Nanyuan
  - 45/18. Huanglong Huinan (1002–1069) frakcja huanglong
  - 45/18. Yangqi Fanghui (992–1049) frakcja yangqi
    - 46/19. Baiyun Shouduan (1025–1079)
      - 47/20. Wuzu Fayan (1024–1104)
        - 48/21. Yuanwu Keqin (1063–1135) autor Biyan lu
          - 49/22. Huguo Jingyuan (1094-1146)
            - 50/23. Huo’an Shiti (1108-1179)

        - 48/21. Foyan Qingyuan (1068–1120)
          - 49/22. Zhu’an Shigui (1083–1146)
          - 49/22. Gao’an Shanwu (1074–1132)

        - 48/21. Fojian Huiqin (Taiping Huiqin) (1059–1117)
          - 49/22. Fodeng Shoujun (1079–1134)

        - 48/21. Kaifu Daoning (1053–1113)
          - 49/22. Yue’an Shanguo (1079–1152) (Dagui Shanguo)
            - 50/23. Laona Zuzheng (Dahong Zuzheng) (bd)
              - 51/24. Yuelin Shiguan (1143–1217)
                - 52/25. Wumen Huikai (1183–1260)
                  - 53/26. Xindi Juexin (1207-1298)
                  - 53/26. Zhangsan (bd)
                  - 53/26/1. Shinchi Kakushin (1207–1280) Japonia linia przekazu hottō
                    - 54/27/2. Kohō Kakumyō (1271–1361)
                      - 55/28/3. Jiun Myōi (1273–1345)
                      - 55/28/3. Bassui Tokushō (1327–1387)
                        - 56/29/4. Shunō Reizan (1344–1408)

        - 48/21. Dasui Nantong (bd)
        - 48/21. Foyan Tuanyu (1085–1150)